# Luke Bilyk
Luke Bilyk est un acteur canadien né le 10 novembre 1994 à Toronto.

## Filmographie

### Télévision

#### Séries télévisées
- 2007 : La Petite Mosquée dans la prairie (saison 2, épisode 8) : Halaqa Teen #1
- 2008 : Buzz Mag (saison 2, épisode 6) : Teenager
- 2009 : The Jon Dore Television Show (saison 2, épisode 3) : Skateboard Kid #2
- 2010-2014 : Degrassi: Minis (4 épisodes) : Drew Torres
- 2010-2015 : Degrassi : La Nouvelle Génération (187 épisodes) : Drew Torres
- 2011 : Flashpoint (saison 4, épisode 9) : Joe
- 2014-2015 : Lost Girl (10 épisodes) : Mark
- 2016-2018 : Raising Expectations (26 épisodes) : Adam Wayney
- 2018 : Legends of Tomorrow (saison 3 épisode 14 : La Genèse du rock) : Elvis Presley / Jesse Presley
- 2019 : Hudson et Rex (saison 1, épisode 13) : Dante
- 2020 : A Teacher (mini-série, épisode 7) : Bear
- 2021 : Soupçon de magie (4 épisodes) : Sean
- 2021 : SurrealEstate (saison 1, épisode 6) : Reese

#### Téléfilms
- 2010 : Ma baby-sitter est un vampire (My Babysitter's a Vampire) de Bruce McDonald : le chercheur
- 2016 : Une vie rêvée (Holiday Joy) de Kirk D'Amico : Zack
- 2020 : Retrouve-moi pour Noël (Meet Me at Christmas) de Annie Bradley : Liam

### Cinéma
- 2015 : Hellions de Bruce McDonald : Jace
- 2017 : Garder le sourire de Sean Cisterna : John Servinis